# 나는 나비

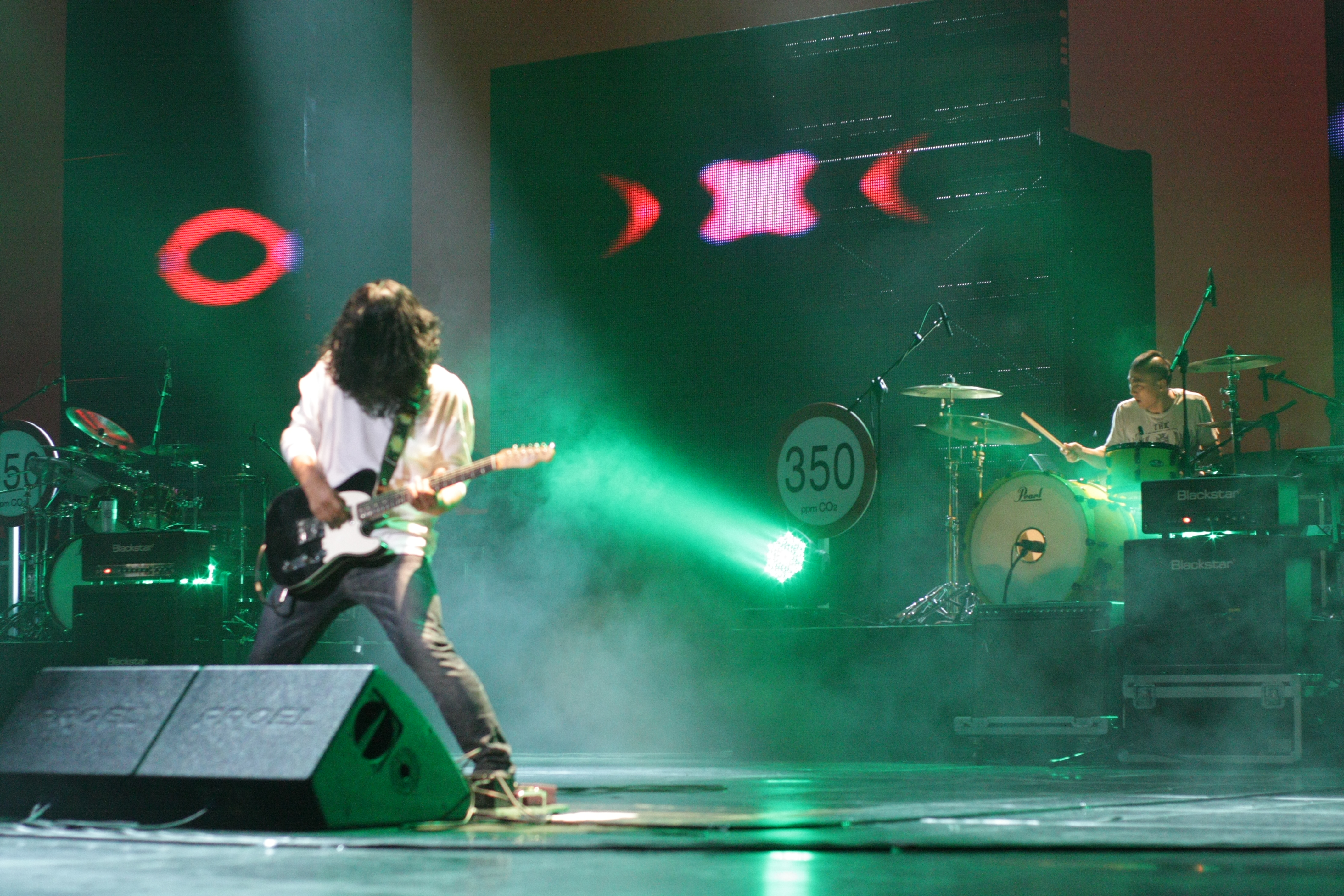
윤도현 밴드

나는 나비는 대한민국의 록밴드 yb의 노래이다. 2006.08.10 처음 발표되었으며, 그이후 몇번 리메이크되었다.
나비처럼 날개를 펴고 날아가겠다는 가사를 통해 희망을 표현한 노래이며, yb하면 제일 먼저 떠올리는 곡중 하나이기도 하다. yb의 베이시스트 박태희가 작곡, 작사하였다.